# Luis Eduardo Schmidt
Luís Eduardo Schmidt, més conegut com a Edu (Jaú, São Paulo, 10 de gener de 1979) és un futbolista brasiler que ocupa la posició de davanter. Té el passaport italià.

## Trajectòria
Va fer 11 aparicions al São Paulo Futebol Clube entre 1997 i 2000. Eixe any és fitxat pel Celta de Vigo. Tot i que eixe any només va marcar en tres ocasions, es convertiria en un dels jugadors més importants de l'onze gallec durant les següents campanyes.
Afectat per les lesions a la temporada 03/04, va poder jugar part de la Champions League d'eixe any, marcant un gol davant l'Arsenal a setzens de final. Després del descens del Celta a Segona Divisió, marxa al Reial Betis, les dues primeres temporades en qualitat de cedit.
Va quallar una bona temporada a la campanya 04/05, al costat del seu compatriota Ricardo Oliveira, tot aconseguint que el Betis es classificara per a la Champions per primer cop a la seua història. El de Jau va marcar 11 gols en 32 partits. A l'any següent només marca en tres partits de lliga, però aconsegueix un gol decisiu davant l'AS Monaco FC en la ronda prèvia de la màxima competició continental.
Després de dues temporades, Edu va ser fitxat per 2 milions d'euros el 2006. A la darrera jornada de la temporada 06/07 va marcar dos gols en deu minuts davant el Racing de Santander, que va suposar la permanència del Betis. Eixe any va ser el màxim golejador dels andalusos, amb 12 dianes.
A la temporada 08/09 hi apareix esporàdicament a causa de les lesions, i quan el Betis baixa a Segona Divisió, retorna al seu país tot fitxant pel Sport Club Internacional.

## Internacional
Edu ha estat internacional amb el Brasil en una ocasió, en partit davant la selecció de Tailàndia.
Amb la selecció olímpica va participar en els Jocs Olímpics de l'any 2000.